# Juego de niños (película de 1995)
Juego de niños es una película de terror mexicana de 1995 realizado en video experimental, luego de la era del director mexicano Leopoldo Laborde.

## Argumento
Los ciudadanos de la Ciudad de México, hacen todo lo posible para proteger a sus jóvenes de un asesino implacable. Mientras, un joven hace amistad con otro, que tiene la clave de los asesinatos.